# Ulf Schmidt
Ulf Schmidt, né le 12 juillet 1934 à Nacka, est un ancien joueur de tennis suédois.

## Palmarès

### En simple
- US Open : demi-finaliste en 1958

### En double
- Wimbledon : vainqueur en 1958